# زیردریایی تندر جینگی
زیردریایی تندر جینگی (به انگلیسی: Japanese submarine tender Jingei) یک زیردریایی بود که طول آن ۱۲۵٫۴۰ متر (۴۱۱ فوت ۵ اینچ) بود. این زیردریایی در سال ۱۹۲۳ ساخته شد.